# Ruby Lin
Ruby Lin (Chinês:林心如; Pinyin:Lín Xīnrú ; nascida em 27 de Janeiro de 1976), é uma atriz taiwanesa, produtora de televisão e cinema e cantora pop. O crítico de entretenimento americano Derek Elley nomeou Lin como a "Rainha do Drama da TV de Taiwan".
Três anos depois que Lin fez sua estreia como atriz em um comercial de TV, ela ganhou destaque nacional e regional da noite para o dia por seu papel como Xia Ziwei na série de TV My Fair Princess 还珠格格 (1998-1999). My Fair Princess era muito popular nos países do leste e sudeste; lançando Lin como um nome familiar na Ásia. Ela seguiu o sucesso com outras séries de sucesso, incluindo The Duke of Mount Deer (2000), Romance in the Rain (2001), Boy & Girl (2003), Affair of Half a Lifetime (2004), Beauty's Rival in Palace (2010), The Glamorous Imperial Concubine (2011) e The Way We Were (2014).
Embora se concentre principalmente em séries de TV, seus trabalhos também incluem filmes como The House That Never Dies (2014), The Devotion of Suspect X (2017) e Miss Andy (2020). Em 1999, ela também começou uma carreira de cantora com seu primeiro álbum, Heartbeat, lançado em Hong Kong, primeiro entre os países asiáticos, e desde então lançou 5 álbuns.
Desde que Lin abriu seu próprio estúdio em 2009, ela produz dramas e filmes para TV estrelados por ela mesma, tanto na China continental quanto em Taiwan. Sua estreia na produção The Glamorous Imperial Concubine (2011) ganhou seu prêmio de Melhor Produtor no TV Drama Awards 2012 Made in China, e sua primeira produção dramática taiwanesa The Way We Were (2014) ganhou três das sete indicações, incluindo Melhor Série de Televisão no 50º Prêmio Sino de Ouro.
De acordo com o Apple Daily, Lin foi a terceira atriz de drama taiwanesa mais bem paga em 2011, e a que mais ganhou em 2012 e 2013. Lin ficou em 30º lugar na lista Forbes China Celebrity 100 em 2013, 36º em 2014, 82º em 2015, e 68º em 2017.

## Vida pregressa
Lin nasceu e foi criada em Taipei, Taiwan, é a mais velha de quatro filhos, tendo um irmão um ano mais novo, outro seis anos mais novo, e uma meia-irmã, dez anos mais nova, do segundo casamento de seu pai. Seu pai era empresário e sua mãe dona de casa. Seu nome em inglês vem do amor de sua mãe pela joia. Após o divórcio de seus pais, quando Lin tinha sete anos, ela morava com sua mãe, que a levava para visitar parentes no Japão todos os anos. Ela se formou na Escola Primária Ri Xin e na Escola Secundária Zhong Dian. Lin originalmente planejava ir para o Reino Unido para estudar após a formatura do ensino médio, mas não o fez, nunca considerando a perspectiva de uma carreira de atriz. No entanto, ela começou sua carreira de atriz aos dezessete anos como modelo em meio período. Seu primeiro comercial de TV foi para Jasmine Tea em 1994.
Os pais de Lin não gostaram da ideia de sua filha estar envolvida na indústria do entretenimento, mas ela decidiu seguir a carreira de atriz. Depois de aparecer em muitos comerciais, seus pais finalmente concordaram em permitir que ela assinasse um contrato com uma empresa de gerenciamento de entretenimento. Após a formatura do ensino médio, Lin se juntou a Jessie and Jones Entertainment Ltd  em seu 20º aniversário. Ao longo dos anos, ela também ajudou seus pais a se reconciliarem.

## Carreira

### Trabalho inicial: 1995–1996
Quando Lin recebeu sua primeira experiência na frente das câmeras em 1995, para um papel menor, ela começou a desenvolver uma paixão pela atuação. Depois de filmar seu primeiro comercial de TV, Lin chamou a atenção de diretores de TV e cinema, e muitas empresas começaram a procurá-la para papéis. Ela recebeu seu primeiro papel no filme School Days, com Jimmy Lin e Takeshi Kaneshiro. De 1995 a 1997, Lin teve papéis em várias séries de TV de Taiwan e começou a atrair a atenção e o burburinho da mídia. Em 1996, Lin foi à China pela primeira vez para filmar; ela considerou este um período de experiência valiosa e uma época em que começou a aprender a atuar.
| “ | "Eu estava no segundo ano do ensino médio quando me envolvi com a indústria de cinema e TV. Achei que haveria outras oportunidades para eu estudar no exterior, mas ninguém se depara com a oportunidade de estar em um filme todos os dias. Então, eu apenas fui e tentei. Eu disse a mim mesmo que se minha carreira de filmadora não desse certo, então eu ainda poderia voltar para a escola. Mas as coisas nem sempre são como parecem ser." | ” |

### Revelação: 1997–2001
Depois de desempenhar papéis menores em várias séries e filmes, Lin foi selecionado pelo escritor taiwanês Chiung Yao para fazer um teste para um papel principal no drama cômico My Fair Princess, uma produção conjunta da China continental e Taiwan que foi adaptada do próprio romance de Chiung Yao. Originalmente escolhida para o papel de Princesa Saiya, Lin acabou sendo escolhida pela empresa para interpretar Xia Ziwei, já que a atriz escalada para desempenhar o papel principal não estava disponível.
| “ | "Depois que foi decidido que eu faria o papel de Ziwei, recebi o roteiro apenas três dias antes de sair para as filmagens. E também foi a primeira vez que deixei minha terra natal por tanto tempo para filmar e eu teve que superar os desafios de estar em um ambiente desconhecido. (Taiwan Cover story Entrevista em 2001)" | ” |

O drama rapidamente se tornou uma sensação fenomenal, atraindo grandes audiências na China continental, Hong Kong, Coreia do Sul e Sudeste Asiático. Lin ganhou destaque e se tornou um nome familiar da noite para o dia.
Depois de My Fair Princess, Lin estrelou várias séries de televisão de sucesso. Em 2000, ela estrelou a produção da Hong Kong TVB de The Duke of Mount Deer com Dicky Cheung, Shu Qi e outros artistas conhecidos. Nesta série, Lin interpretou a princesa Jian Ning - uma garota atrevida e engraçada. Este papel demonstrou seu alcance de atuação, uma vez que diferia da imagem agradável e doce que ela havia desenvolvido em seu papel em My Fair Princess. No ano seguinte, ela estrelou Romance in the Rain, um drama de fantasia baseado nas décadas de 1930 e 1940, também escrito por Chiung Yao. A série foi um sucesso comercial e registrou as maiores avaliações do ano. Por dois anos consecutivos (2000 e 2001), Lin foi incluído no Top Ten Most Famous Asian Superstars. No mesmo ano, ela foi selecionada em quarto lugar no "Malaysia 2001 Heavenly Kings & Queens".
Como Lin sentiu que havia conquistado tudo o que podia na televisão, ela começou a se aventurar no cinema. Em 2000, ela apareceu em três filmes de Hong Kong - Winner Takes All, Comic King e o filme de ação China Strike Force com Aaron Kwok e o ator e cantor taiwanês Leehom Wang. Embora Lin tivesse apenas um papel coadjuvante, ela considerou isso uma experiência de aprendizado. Com esses filmes, ela fez incursões no mercado de Hong Kong.

### Sucesso mainstream: 2002–2005
Desde 2002, Lin se concentrou em sua carreira na China continental. Em 2003, ela estrelou três séries - Half Life Fate ( Pinyin:Ban Sheng Yuan) (adaptado do romance de Zhang Ailing, Eighteen Springs), Boy & Girl e Flying Daggers. Lin foi escolhida para o papel feminino principal na versão para TV de Half Life Fate; a versão cinematográfica foi dirigida por Ann Hui, uma conhecida diretora asiática. Para Lin, foi um papel desafiador e ela estava sob pressão.
O trabalho de Lin rendeu bons resultados; seu desempenho aumentou sua fama, ganhando elogios por capturar os 14 anos de vida árdua de seu personagem na tela, Man Zhen. A série foi transmitida na China, Hong Kong, Taiwan e Coreia do Sul. No mesmo ano, Lin também apareceu na série de TV romântica juvenil Boy & Girl; foi transmitido na China pela CCTV, recebendo a classificação mais alta de todas as séries exibidas em 2003. Com esta série, Lin foi eleita uma das 10 melhores atrizes do ano; dessas 10 atrizes, ela era a única de Taiwan. Ela então apareceu na antiga série de TV de artes marciais Flying Daggers, baseada no romance de Gu Long. Foi sua primeira série de artes marciais, e Lin jogou contra o tipo - retratando uma assassina fria, em vez de sua donzela gentil de sempre. Essas três séries foram lançadas em 2003 em toda a Ásia, contribuindo para o aumento de popularidade e reconhecimento de Lin. Embora Lin se concentrasse em séries de TV, ela continuou a aparecer em filmes como o drama de aventura Life Express (com Richie Ren) e a comédia romântica Love Trilogy (com Francis Ng e Anita Yuen), que teve relativo sucesso na China.
Lin deu início a uma tendência de colaborações China-Coreia quando estrelou a produção de 2004 Amor de Tarapaca (co-estrelado pelo ator coreano Han Jae Suk). Lin esteve envolvido em outro roteiro coreano original, Magic Touch of Fate, co-estrelado pelo ator taiwanês Alec Su e o ídolo coreano Kangta. Esta série é a minissérie de maior orçamento na história da televisão asiática (em 2011). A essa altura, Lin já estava no show business há quase uma década, com filmagens quase ininterruptas. Ela queria voltar para a escola; desde o colegial, estudar no exterior era seu sonho. No inverno de 2004, após filmar Magic Touch of Fate, Lin decidiu estudar linguagem e atuação por três meses na cidade de Nova York. Enquanto ela estava lá, Lin estudou inglês no Study Group International e atuação na New York Film Academy.
Voltando para casa em Taiwan com uma nova paixão por atuar em fevereiro de 2005, Lin estrelou em Paris Sonata. Por seu papel em Paris Sonata, ela aprendeu a tocar piano dois meses antes das filmagens. Depois de Paris Sonata, ela selecionou o drama de TV Sound of Colors (um remake do livro de Jimmy Liao) como seu próximo trabalho, interpretando um DJ de rádio cego. A atuação de Lin como uma garota cega recebeu boas críticas do público e da mídia. Este drama foi transmitido em muitos países, incluindo Hong Kong, Taiwan, Filipinas, Vietnã e Estados Unidos. Isso foi seguido pelos dramas Star Boulevard e Da Li Princess, que deveriam ser lançados em 2008 pela CCTV.

### Outro marco: 2006–2009

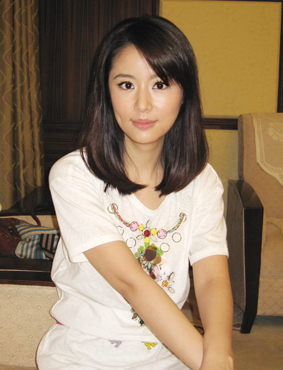
Lin em 2007

Em 2006, Lin estrelou a série de televisão Ancestral Temple, onde expandiu ainda mais sua atuação. Após três meses de filmagem em Huang Shan, na China, a série foi concluída no final de outubro de 2006. A sua transmissão pela CCTV -1 estava prevista para 2008. Em 6 de junho de 2006, Lin ganhou o prêmio de Atriz Mais Popular em Taiwan na cerimônia do 2º Prêmio de Drama da TV Chinesa em Pequim. Ela também tem aparecido regularmente em pesquisas como uma das 10 principais atrizes chinesas contemporâneas.
No final de 2006, Lin se despediu de sua empresa de gestão Zhong Jie, após um relacionamento de 10 anos, e em 30 de novembro de 2006 assinou cerimoniosamente com o grupo Huayi Brothers Film and Television por US $ 10 milhões. Hua Yi Bros. é (em 2011) a maior empresa de gerenciamento e produção de filmes domésticos na China. Em setembro de 2007, ela estrelou o drama histórico da CCTV, Su DongPo. Nessa série ela interpretou a primeira esposa de Su Dongpo (escritor, poeta, artista, calígrafo, farmacologista e estadista da Dinastia Song, um dos maiores poetas da época), interpretado por Lu Yi.
Depois de filmar o filme digital Evening of Roses, Lin assumiu papéis mais desafiadores. No final de 2007, ela co-estrelou como Daji com Ray Lui em The Legend and the Hero 2 (também conhecido como Fengshen Bang), um dos principais romances vernáculos chineses escritos durante a Dinastia Ming. Após especulações sobre quem receberia o papel principal de Daji (que era conhecida por sua beleza e crueldade que arruinou uma dinastia), o papel foi oferecido a Lin. Quando Lin se comprometeu a interpretar Daji, ela não escapou da comparação com Fan Bingbing, que desempenhou o mesmo papel na primeira parte da série. O desempenho de Lin recebeu comentários geralmente positivos da mídia. NetandTV comentou: "Em comparação com a versão anterior, o ponto brilhante no Daji desta nova versão recebe uma nova reformulação. O visual de Ruby Lin deu a Daji uma nova definição". Lin sempre disse que "comparar com outras pessoas não tem sentido, eu só quero [sic] um avanço dos olhares do passado, para me superar."
Em 2008, Lin voltou a Taiwan para a série Love in Sun Moon Lake, interpretando uma mulher aborígine; esta foi a primeira série de TV a obter permissão para atores da China continental filmarem em Taiwan. Também foi anunciado que Lin havia sido escalado como Sun Shangxiang na nova adaptação para TV do Romance dos Três Reinos, dirigida por Gao Xixi, intitulada Três Reinos. A série foi ao ar em maio de 2010 e foi bem recebida tanto nacional quanto internacionalmente, ganhando cerca de 800 milhões de RMB (133,3 milhões de dólares) até 2012.
No início de 2009, ela foi escalada para Fallen City. Neste filme, Lin interpreta uma mulher rebelde durante o terremoto de Sichuan em 2008. Em julho de 2009, Lin estrelou como a Imperatriz Dou no drama de televisão de ficção histórica de grande orçamento chinês Beauty's Rival in Palace. Por seu papel na série, Lin recebeu um salário de 150.000 renminbi por episódio. Quando a série estreou em uma estação de TV de Xangai em março de 2010 com a maior audiência do ano, Lin recebeu críticas positivas do público e da crítica. Foi relatado que Beauty's Rival in Palace vendeu bem nos mercados coreano e japonês, devido à popularidade inabalável de Ruby Lin na Ásia. Beauty's Rival in Palace é outro marco na carreira de Lin.

### Desafio: 2010–2011

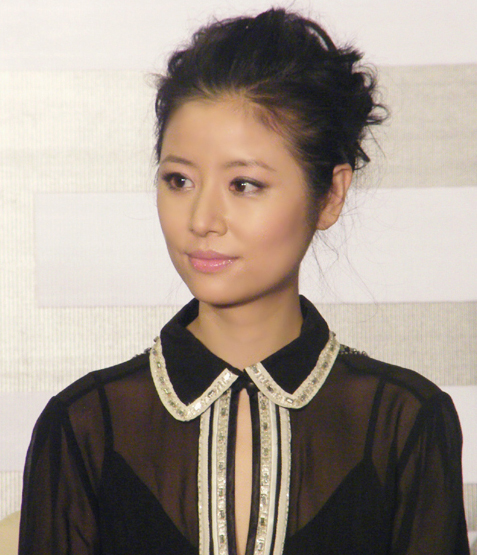
Lin em Pequim, China em 2008

Em maio de 2010, sua primeira peça teatral, Sweet Sweet Love, iniciou uma turnê chinesa. A peça é baseada no filme romântico de Hong Kong de 1996, Comrades: Almost a Love Story, estrelado por Maggie Cheung e Leon Lai. Durante sua execução de três meses, foi apresentada em quatro cidades: Xangai, Pequim, Hangzhou e Shenzhen. Devido à demanda popular, uma quinta cidade (Nanchang) foi adicionada.
Em junho, Lin interpretou um psiquiatra no filme romântico You Deserve To Be Single com Mike He e David Wu. Por sua atuação, Lin foi indicada ao Prêmio de Imprensa do Festival Internacional de Cinema de Xangai de 2010 como Melhor Atriz. Ela também ganhou o prêmio Vietnam DAN Movie Award de 2010 como atriz taiwanesa favorita. Depois disso, Lin estrelou o filme Driverless de Zhang Yang como uma empresária automotivada. O diretor Zhang Yang comentou: "Ruby tem uma habilidade rara, todas as suas emoções parecem genuínas". Ela foi aclamada pela crítica por sua atuação pelo público e pela mídia - "Sem dúvida, a maravilhosa gama de emoções de Ruby Lin realmente rouba o show. Ela revela delicadamente as profundezas de uma luta durante um período difícil de sua vida, forte e corajosa, mas deseja ser protegida."
Após o sucesso de Beauty's Rival in Palace, Lin foi escalado para o papel de protagonista de uma conhecida série de TV chinesa do diretor Gao Xixi. Esta série Monopoly Exposure foi escrita por Hai Yan (海岩), muitos de cujos livros foram adaptados com sucesso para dramas de TV.
O ano de 2010 foi um ano de sucesso para Lin. Ela ganhou o prêmio de Atriz Mais Popular (votado online por residentes de países asiáticos) no 5º Seoul International Drama Awards. De acordo com o Yahoo Korea, Lin foi eleita a melhor atriz com 17.358 votos, seguida por Fan Bingbing, Li Kun Wang e Yao Chen. Também no final de 2010, Lin ganhou o prêmio de Atriz Favorita do Ano por sua atuação em Beauty's Rival in Palace no TV Drama Awards anual Made in China e o prêmio QQ Annual Entertainment Star. Por suas realizações em filmes e séries de televisão, a mídia coreana a apelidou de atriz número um de Taiwan e deusa das antigas séries chinesas.
Em janeiro de 2011, Lin iniciou seu primeiro projeto, The Glamorous Imperial Concubine, como produtora. Esta série alcançou excelentes avaliações e Lin ganhou o prêmio de "Melhor produtor do ano". Ela também foi indicada como Melhor Atriz de TV no Huading Awards de 2012. Lin voltou à indústria cinematográfica novamente, interpretando uma mãe com dois filhos no filme Blood Stained Shoes, dirigido por Raymond Yip. O filme ficou em 2º lugar no "Top 10 do ranking de bilheteria na parada de filmes de terror chineses". A mídia disse que a imagem de Lin estava muito distante daquela que ela havia retratado anteriormente em outras obras.
Em outubro de 2011, Lin começou sua segunda produção, o drama ídolo taiwanês Drama Go! Ir! Ir! que co-estrelou Jiro Wang e Lin Gengxin. A série foi lançada em novembro de 2012. A performance de Lin foi bem recebida pelo público e pelo público chamado Drama Go! Ir! Ir! como uma das séries de TV mais esperadas de 2012.

### Produção: 2012–2018
Em março de 2012, Lin foi coroada a atriz de TV mais influente no Jeanwest Entertainment Awards de 2012. Ela também recebeu uma indicação ao Huading Awards como Melhor Atriz de TV por sua atuação em The Glamorous Imperial Concubine.
Ela então começou a filmar para The Patriot Yue Fei, um drama histórico de 60 episódios sobre a queda do General Yue Fei na Dinastia Song. Lin interpretou a esposa do general Yue Fei, interpretado por Huang Xiaoming.
Em 27 de abril de 2012, Lin anunciou seu terceiro projeto de filme para televisão Forgotten como produtora e atriz principal. Ela interpretou um casal no show com Christopher Lee, onde o casamento deles começou a desmoronar devido à falta de comunicação e diferenças de personalidade, e um acidente inesperado muda completamente a vida deles. Foi programado para ser lançado pela primeira vez em Taiwan em 26 de maio de 2012. Em Forgotten, a crítica e o público elogiaram o desempenho de Lin como um avanço. A Xinhua News ( Agência de Notícias Xinhua ) afirma que "Ruby Lin é reconhecida como uma das produtoras mais promissoras. Também como atriz, ela está em uma classe diferente das outras."
Além disso, Youku Tudou Inc, o maior site de compartilhamento de vídeos da China, comprou os direitos autorais de séries de TV e filmes produzidos por Lin. Lin anunciou oficialmente a notícia durante o 18º Festival de Televisão de Xangai.
Em 8 de agosto de 2012, Lin foi homenageado como Melhor Produtor no Asian Idol Awards de 2012 por The Glamorous Imperial Concubine. Em dezembro de 2012, Lin foi anunciada como uma das celebridades chinesas mais bem pagas do ano, ficando em 5º lugar. Ela conseguiu ganhar mais de 90 milhões de RMB este ano apenas por meio de seu estúdio. Ela também ficou em segundo lugar na lista de atores dramáticos mais bem pagos de Taiwan, com uma renda anual de 278 milhões de NTD.
Em agosto de 2013, Lin ganhou o prêmio de Atriz Favorita no 8º Festival de Cinema de Pequim para o Bem-Estar da Juventude. Exceto por algumas aparições públicas, Lin passou muito tempo fazendo o trabalho de pré-produção do drama Singing All Along, baseado na série de romances românticos de Li Xin, Xiuli Jiangshan.
Em abril de 2014, Lin ganhou o prêmio de Melhor Atriz no 1º China Television Star Awards do CTAC (Comitê de Atores do Comitê de Artistas de Televisão da China).
Em maio de 2014, como produtora e atriz principal, Lin voltou a Taiwan com o filme para televisão Mother Mother, interpretando o papel de uma mãe agressiva. Lin afirmou que continuará a filmar uma série taiwanesa por ano. No mesmo ano, Lin estrelou a série romântica de TV The Way We Were. Este drama marca o retorno de Lin à televisão de Taiwan após uma ausência de 10 anos. Como atriz principal e produtora, Lin recebeu comentários favoráveis da crítica e do público. A série não apenas recebeu altas avaliações dos espectadores, mas também foi selecionada como um dos dramas taiwaneses mais populares de 2014 por muitas críticas da mídia. Um dia após o lançamento, alcançou mais de 24 milhões de visualizações no site de compartilhamento de vídeos da China continental iQiyi. Desde sua estreia em 19 de julho, o drama ficou entre os dois primeiros na lista de dramas mais populares do iQiyi.
Em 1º de março de 2015, a Estée Lauder Companies anunciou que Lin era o novo embaixador da marca para a região de Taiwan, e Lin também foi escolhido como porta-voz da HTC.
Depois de terminar de filmar o filme Phantom of the Theatre de Raymond Yip em Xangai, Lin se juntou ao elenco do remake licenciado do programa de variedades coreano We Got Married, intitulado We Are In Love. Em novembro, Lin ganhou sua primeira indicação ao Asian Television Awards de Melhor Atriz com sua atuação em The Way We Were, após uma primeira indicação ao Golden Bell Awards em setembro.
No início de 2016, Lin ganhou o Huading Awards de Melhor Atriz em Série de TV e o Woman's Media Award de Mulher Mais Influente do Ano. Em abril de 2016, Lin estrelou Magical Space-time, uma série de TV de viagem no tempo dirigida por Fu-Hsiang Hsu. Lin também escalou o filme de aventura The Precipice Game, interpretando o papel da mulher que se transforma em uma batalha pela sobrevivência.
Em março de 2017, Lin voltou ao trabalho depois de interromper o trabalho desde dezembro para se preparar para o parto. Ela interpretou uma mãe afetuosa que está disposta a colocar sua vida em risco para proteger sua filha no thriller de mistério The Devotion of Suspect X, adaptado do romance premiado do autor japonês Keigo Higashino com o mesmo título. O filme é um reencontro entre Alec Su e Ruby Lin que estrelou em 2004 em Magic Touch of Fate, uma série de TV na China. Em maio, Lin anunciou seu retorno ao mundo do drama taiwanês com a série romântica de TV My Dear Boy, que ela também está produzindo.
Em 15 de novembro de 2018, o mais novo projeto de Lin, Miss Andy, conquistou o Prêmio de Criatividade MM2 na Cerimônia de Premiação de Promoção de Projetos de Filme Golden Horse. O prêmio veio com uma doação de US $ 10.000, um alívio bem-vindo para seu primeiro empreendimento como produtora de cinema. As filmagens estão programadas para começar em abril de 2019 e acontecerão na Malásia. De acordo com a mídia, Lin também fará o papel de um trabalhador ilegal vietnamita no filme.

### Recentemente: 2019–presente
Em 2020, após ficar na Malásia por quase 2 meses para o novo filme Miss Andy, Lin estrelou a série original taiwanesa da Netflix, The Victims 'Game, como convidada especial. A série dominou a lista de programação em chinês da Netflix por muitos dias consecutivos, alcançando uma pontuação alta de 8,0/10 no site Douban da China. E também, o desempenho de Lin foi bem aclamado, para um personagem tão complexo e perturbador. O crítico da Asianfilmstrike disse: "A craque da série é Ruby Lin, que só aparece nos episódios finais, e em um papel que não ousamos revelar: ela muda completamente sua imagem suave e bonita, de uma forma impressionantemente sombria e arrepiante. vez."
Em 2020, Lin estrelou o drama moderno The Arc of Life como protagonista e produtora feminina. De acordo com o Appledaily, Lin ficou em 5º lugar na lista de atores taiwaneses mais bem pagos de 2020, apesar de recusar várias ofertas de emprego na China.
Em 2021, a Netflix adquiriu os direitos de Light the Night, uma série de três partes ambientada no Taipei Red Light District de 1988. Lin foi uma das produtoras e protagonistas femininas desta série.

### Ruby Lin Studio
Em 2009, Lin estabeleceu sua própria produtora, Ruby Lin Studio (林心如工作室). A mídia de Taiwan informa que a empresa lidará com todos os aspectos da carreira da atriz, incluindo atuação, canto e papéis no cinema. Até 2016, 2 artistas - Miku Chang & Yang Zhiwen - e 1 diretor Fu-Hsiang Hsu estão no Ruby Lin Studio. Como produtora, ela pode ter muito mais controle sobre todo o projeto de TV - supervisionando o processo de roteiro, contratação e seleção de elenco. Lin afirmou: "Eu continuei recebendo o mesmo tipo de papel. Sendo uma atriz, você realmente não pode fazer muito. As atrizes só podem esperar pelos papéis que virão." "Agora posso escolher tudo sozinho, sejam os papéis ou o diretor com quem quero trabalhar ou o elenco que quero apresentar. Eu me sinto muito mais no controle sobre o que faço."
A estreia de produção de Lin acabou sendo um sucesso entre os telespectadores, ganhando vários prêmios, incluindo "Série de TV do ano" do Dragon TV Awards de Xangai, "Melhor produtor" do China TV Drama Awards, bem como "Melhor Produtor" e "Melhor Prêmios de atriz" para Lin no Youku Awards de 2011. Apesar dos elogios de sentar na cadeira do produtor, ela insiste que atuar ainda será sua "maior prioridade".
Estarei produzindo cada vez mais, mas ainda amo muito atuar, então esse ainda será meu foco principal. Há algo maravilhoso em se colocar na cabeça dos personagens que você interpreta e ser capaz de atuar para os espectadores. Só que agora também posso criar personagens que realmente quero interpretar."
Em julho de 2021, o estúdio de Lin, com sede em Hengdian, China, cancelou sua licença de registro comercial no continente. Desde 2020, ela está baseada em Taiwan e transferiu todas as operações de volta para Taiwan.

## Vida Pessoal
Lin namorou o ator taiwanês Jimmy Lin, que conheceu durante as filmagens de School Days, de 1995 a 1997. Em 2006, eles apareceram juntos no programa taiwanês Kang Yong's Family, afirmando que a distância foi o motivo da separação. Foi a primeira vez que os dois apareceram no mesmo palco desde a separação.
Em 20 de maio de 2016, Lin confirmou seu relacionamento com o ator taiwanês Wallace Huo. Após sua colaboração em Sound of Colors em 2005, os dois permaneceram amigos por mais de 10 anos. Eles teriam se envolvido romanticamente por volta do aniversário de Lin em janeiro de 2016. Lin casou-se com Huo em 31 de julho de 2016 no Bulgari Hotel em Bali. As celebridades que compareceram ao casamento incluíram Zhao Wei, Fan Bingbing, Shu Qi, Liu Tao, Liu Shishi, Nicky Wu e Hu Ge. A dupla também realizou outra recepção de casamento em Taipei em 2 de agosto de 2016. O casal tem uma filha, nascida em janeiro de 2017.
Em 9 de setembro, Lin anunciou que voltaria à escola para fazer um mestrado. Ela revelou nas redes sociais que foi aceita no programa de mestrado em gerenciamento de marketing na Shih Hsin University em Taipei, Taiwan. Também foi revelado que Lin recebeu o prêmio Outstanding Achievement de seu grupo e que ela foi unanimemente votada como a vencedora por seus professores.

## Mídia

### Filantropia
Lin está envolvido com atividades de caridade para várias causas.
- Em 1999, Lin apoiou os eventos de arrecadação de fundos para o terremoto de Jiji em 1999.[87]
- Em 2003, tornou-se patrocinador do menino vietnamita através da Visão Mundial.
- Desde 2005, Lin é porta-voz da empresa de moda Xuezhu e criou um fundo para ajudar as pessoas pobres que vivem em pequenas cidades da China.[88] ela também participou do show de Jackie Chan and Friends em 2005.[89]
- Em 2007, Lin recebeu o prêmio Outstanding Contribution to Charity Award no China Fashion Awards (CFA).[90] Ela também filmou um curta-metragem para o programa de TV beneficente 'Dreams Come True' com uma garota cega.[91]
- Após o terremoto de Sichuan em 2008, Lin doou 100.000 yuans. Ela também gravou a música "We have love" (我们有爱) para o terremoto de Sichuan em 2008.[92]
- Em 2008, Lin financiou uma escola para crianças rurais, apresentando um cheque de ¥ 200.000 (US$ 27.627) à Fundação da Cruz Vermelha Chinesa para construir uma escola primária.[93] A Sociedade da Cruz Vermelha da China deu a Lin uma placa comemorativa em troca, convidando-a para ser embaixadora filantrópica de seu projeto de construção de escola primária (que ajuda crianças chinesas em áreas rurais a obter educação).[94]
- Lin recebeu o China Charity Star Award por suas contribuições para a caridade em 2008.[95]
- Em 2009, Lin tornou-se embaixador da Fundação Chinesa para Alívio da Pobreza, Yum! Marcas Inc. A Divisão da China e a campanha conjunta do Programa Alimentar Mundial (PMA) das Nações Unidas "Doe $ 1, Ofereça Compaixão, Forneça Nutrição". Esta campanha fornece nutrição diária para crianças por pelo menos um ano. Como embaixadora, Lin apareceu em um restaurante KFC em Pequim para interagir com os clientes, convocar mais pessoas para participar da arrecadação de fundos e se preocupar com a saúde e o desenvolvimento das crianças.[96] Também em 2009, Lin foi nomeado patrocinador da 'escola primária de benevolência Ruby Lin' para crianças rurais.
- Em 2011, pela contribuição de Lin para o trabalho de caridade, o China Charity Billboard Award concedeu a ela o prêmio de "Estrela de caridade do ano".[97]
- Em 2012, Lin foi nomeado porta-voz e embaixador da Maria Society Welfare Foundation. Para arrecadar dinheiro para as crianças, ela promove a campanha em seu microblog oficial no Sina Weibo, onde possui uma das contas mais populares. Após o terremoto de Sichuan Lushan em 2013, Lin doou para a One Foundation.[98]
- Em 2015, Lin fotografa para a exposição de caridade The Da Ren Wu (Big Shot). Ela também apoiou o leilão de caridade 'Run for the kids' com o Yahoo Taiwan.[99]
- Em 2017, Lin doa a primeira noite de gala "China e o mundo: para crianças e mães", realizada em 29 de novembro no Bvlgari Hotel Beijing. O evento foi organizado pela Rede de Parceria da China Cada Mulher Cada Criança das Nações Unidas e a Fundação de Amizade da China para a Paz e Desenvolvimento, e apoiado pela Associação do Povo Chinês para Amizade com Países Estrangeiros e Save the Children.[100]
- Em 2018, Lin voou para a Zâmbia em nome do programa Sponsor-A-Child da World Vision para se encontrar com sua filha patrocinada, Elidah. Além de Elidah, Ruby está atualmente financiando duas outras crianças do Camboja e de Honduras. E relatou antes de seu último patrocínio, Ruby havia financiado a educação de várias outras crianças, incluindo as do Congo e do Vietnã.[101]
- Durante anos, Lin apoiou a escola Red Ribbon de Linfen (uma instalação que oferece educação para crianças que vivem com HIV), tanto material quanto espiritualmente. Em 2 de janeiro de 2019, o weibo oficial da escola de fita vermelha de Linfen divulgou a carta de agradecimento do aluno para Lin.[102]

### Endossos
Depois de ganhar destaque, Ruby Lin se envolveu ativamente no trabalho comercial. Em 2001, ela foi escolhida como a estrela de publicidade mais popular de Taiwan. Naquela época, ela era porta-voz da Coca-Cola e da Esprit. Depois de ser escolhida como porta-voz de marcas como Mentholatum e Pantene, Lin ficou em segundo lugar na lista dos dez modelos comerciais mais populares da China em 2005. Lin foi elogiada pela mídia por seu senso de estilo; em 2006, a MTV China a selecionou como a atriz mais estilosa do ano. No mesmo ano, Lin também recebeu o prêmio de Atriz Mais Elegante da China no QQ 2006 China Entertainment Star Awards.
Em 2009, a Estée Lauder a escolheu como "Minha garota da capa em 2009" para seus mercados chinês e taiwanês por ¥1 milhão, de acordo com relatos da mídia. Em 2015, a Estée Lauder anunciou novamente que Lin era o novo porta-voz da marca para a região de Taiwan. Em 2010, com base na popularidade de sua nova série e filme, Lin foi porta-voz de mais de 20 marcas (incluindo marcas japonesas e coreanas). A mídia a chamou de "rainha comercial". Lin também ganhou o prêmio de Atriz Mais Charmosa do Ano no China Fashion Weekly Awards de 2010.
Na Ásia, como em outros lugares, os contratos de endosso para marcas conhecidas são evidências de estrelato. Ruby Lin foi porta-voz de marcas como Mentholatum (2000–2003), Coca-Cola (2000), relógios Christian Dior (2006–2007), Esprit (2001), Liuhengsei casual wear (desde 2001), VOV Cosmetics (desde 2006), China Mobile (desde 2007), Pantene (2003–2006), Sofie Pantiliners (2002–2005), joias D&D (2001–2005), empresa japonesa Glico, Oriks (desde 2011) e HTC (2015), ReFa CARAT (desde 2017) e Shiseido Elixir (desde 2017). Lin também serviu como Embaixadora Rhino da ACAP Wild Aid em 2004–2005 e Embaixador da Amizade do Ursinho Pooh em 2001. Os endossos de Lin forneceram a maior parte de sua renda em 2007. Em dezembro de 2009, Ruby Lin foi escolhida como Melhor Artista para Anúncios no China International Commercial and Art Awards. Depois que Lin deu à luz seu primeiro filho no início de 2017, ela se tornou a nova embaixadora de marcas para crianças e bebês, como Fisher-Price e Pro-Kido Milk da Yili. Em 2019, Nuna contrata Lin como o primeiro embaixadora da marca asiática. Em dezembro de 2020, Lin tornou-se o novo porta-voz da coleção Re-Nutriv Ultimate Diamond da Estee Lauder para a região de Taiwan.

### Júri
- 2019: Membro do júri de Melhor Série de Televisão no 54º Golden Bell Awards
- 2021: Membro do júri da fase preliminar do Taipei Film Festival
- 2022: Júri executivo no International Golden Short Film Awards

## Discografia

### Álbuns de estúdio
- 1999: Heartbeat (心 跳)
- 2001: Double Faced Ruby Lin (雙面林心如)
- 2001: Pala Pala (趴啦趴啦)
- 2004: Eighteen Springs New and Best collection (半生缘新歌和精选)
- 2004: Possessiing Ruby Lin (拥有林心如)
- 2008: New Rubyology (新如主义)

### Trilhas sonoras
- 1999: Trilha sonora original de My Fair Princess (还珠格格音乐全记录)
- 2004: Trilha sonora original de Amor de Tarapaca (紫藤戀電視劇原)

## Publicações
| Ano  | Título                           | Data de lançamento | Notas                           |
| ---- | -------------------------------- | ------------------ | ------------------------------- |
| 1999 | Spring Emotion / 春情            | Agosto de 1999     | Álbum de foto (Photo album)     |
| 1999 | Sharing / 心如心語               | Dezembro de 1999   | Álbum de foto (Photo album)     |
| 2000 | Love in Great Britain / 英倫情人 | Outubro de 2000    | Álbum de foto (Photo album)     |
| 2005 | My Private New York / 私藏心如   | Abril de 2005      | Diário de viagem (Travel diary) |

## Embaixadas
- 2023 Embaixador da Genesis Social Welfare Foundation (GSWF)
- Embaixador de caridade de 2020 da campanha de arrecadação de fundos 'Infinite Love' da TVBS Foundation.[115]
- Embaixador de caridade de 2020 da atividade de caridade de Shiatzy Chen.[116]
- 2018 Embaixador da Fundação Chinesa para Alívio da Pobreza 'Campanha Doe um Yuan'[117]
- Embaixador 2018 do programa Sponsor-A-Child da Visão Mundial de Taiwan[118]
- 2017 Embaixador da Child Welfare League Foundation[119]
- Embaixador da Boa Vontade da Save the Children 2017[120][121]
- 2016 Embaixador do Turismo no Havaí
- Fundação Cultural Qiong Yao 2016[122]
- Campanha de Conscientização sobre o Câncer de Mama de Estee Lauder 2014
- 2012 Embaixadora da Maria Society Welfare Foundation em Taiwan
- 2011 Trend Health - Encontre o corpo mais bonito e saudável da China[123]
- Campanha Raily Vida Boa e Saudável 2010
- Campanha de caridade Sohu "EasyGo China" de 2010[124]
- 2008 China Music Radio Kappa Project[125]
- Programa Mundial de Alimentos de 2009 (PAM) "Doe $ 1, Ofereça Compaixão, Forneça Nutrição"[126]
- Campanha de Conscientização sobre o Câncer de Mama de Estee Lauder 2009[127]
- 2009 Embaixador do Turismo em Seul, Coréia[128]
- Projeto de construção de escola primária da Cruz Vermelha da China de 2008[129]
- Campanha promocional de serviço público das Olimpíadas de Pequim de 2007[130]
- 2007 Anti-Depression Ambassadors of China por sua campanha, incluindo um show
- 2005 Promotor do Projeto da Área de Conservação de Annapurna[131]
- Festival de Cultura Chinesa de 2004 em Seul, Coréia
- 2001 Promotor do Hong Kong Community Chest Walkathon
- 1999 Embaixador da Campanha Antidrogas e Crime de Hong Kong